# Ceropegia inornata
Ceropegia inornata är en oleanderväxtart som beskrevs av Peter René Oscar Bally och P. S. Masinde. Ceropegia inornata ingår i släktet Ceropegia och familjen oleanderväxter. Inga underarter finns listade i Catalogue of Life.